# Euro-Mir
Euro-Mir est un parcours de montagnes russes du parc d'attractions Europa-Park construite par la société Mack Rides. Cette attraction fut inaugurée en 1997 et donna lieu à la création du quartier russe : c'est l'attraction la plus importante de ce quartier. Ce sont les montagnes russes tournoyantes les plus rapides, les plus hautes et les plus longues d'Europe[réf. nécessaire].
La caractéristique principale de ce parcours de montagnes russes est que les wagons tournent sur eux-mêmes pendant le circuit. Sachant que chaque wagon est composé de 4 sièges (deux en avant et deux en arrière, on y est assis dos à dos), il est possible de découvrir l'attraction de deux façons différentes : une fois en avant et l'autre fois en arrière.
Si certaines personnes ne veulent pas faire l'attraction, elles peuvent visiter la station Mir (qui est un ancien module d'entraînement des cosmonautes).

## Le parcours
Le décor de l'attraction est constitué de 5 grandes tours que les wagons contournent plusieurs fois. La montée se passe dans la plus grande des tours à l'environnement spatial avec une musique techno intitulée "Liftoff", de Benjamin Klug et Christian Steiger. Pendant la saison d'Halloween, cette dernière était remplacée par "Mission Completed" de Stark Fader, et pendant la saison de Noël par "Jingle Mir", de Kinshu Fura et Stark Fader.  
Entre 2014 et 2019, les musiques d'Halloween et de Noël ne sont pas utilisées. 
Elles sont de retour depuis 2020, avec l'exception de celle d'Halloween qui n'est plus "Mission Completed" mais une version instrumentale de "He's been waiting for the storm", de Stark Fader également mais qui est initialement interprété par Marc Terenzi (dont on peut entendre une toute petite partie des paroles dans la montée lors du drop du refrain quand il chante "It's Halloween, it's Halloween, it's Halloween !"), en hommage à cette musique de la saison d'halloween utilisée dans Eurosat avant sa fermeture définitive en 2017, bien que la version avec paroles existe toujours dans l'attraction Griezelkopjes (version Halloween de Koffiekopjes, couramment surnommées Les Tasses). 
Arrivés au sommet, les visiteurs peuvent admirer l'ensemble du parc d'une hauteur de 28,5 mètres. Les wagons avancent alors de plus en plus rapidement avec des virages de 180° en tournant sur eux-mêmes, jusqu'à une première descente où les wagons se stabilisent pour atteindre une vitesse de 80 km/h.
Après cela, les modules font un demi-tour, les passagers situés vers l'avant se retrouvent en arrière et inversement. La suite du parcours est constituée de virages serrés procurant des sensations importantes, particulièrement pour les passagers qui ont le dos tourné vers l'avant du train.
Remarque : contrairement à une croyance populaire, il est possible de choisir dans quel sens les visiteurs veulent effectuer le circuit. En effet, les deux premiers wagons commencent le parcours dans le même sens que celui dans lequel les visiteurs embarquent. Au contraire, les deux autres wagons commencent l'attraction dans le sens inverse à celui dans lequel les visiteurs ont embarqué.
Le parcours se finit par plusieurs virages en passant entre et dans les tours avant d'être freiné brusquement pour entrer dans un tunnel afin de rejoindre la gare plus calmement.

## Caractéristiques
- Type de montagnes russes : montagnes russes tournoyantes
- Longueur du parcours : 984 mètres
- Vitesse : 80 km/h
- Nombre de personnes par train : 16
- Nombre de trains : 9
- Durée : 4 min 33 s
- Débit théorique maximal : 1 600 personnes par heure
- Hauteur max : 28,30 mètres
- Puissance électrique : env. 332 kW[1]
- Poids de l'attraction : env. 2 000 tonnes[1]
- Nombre de frein(s) : 11

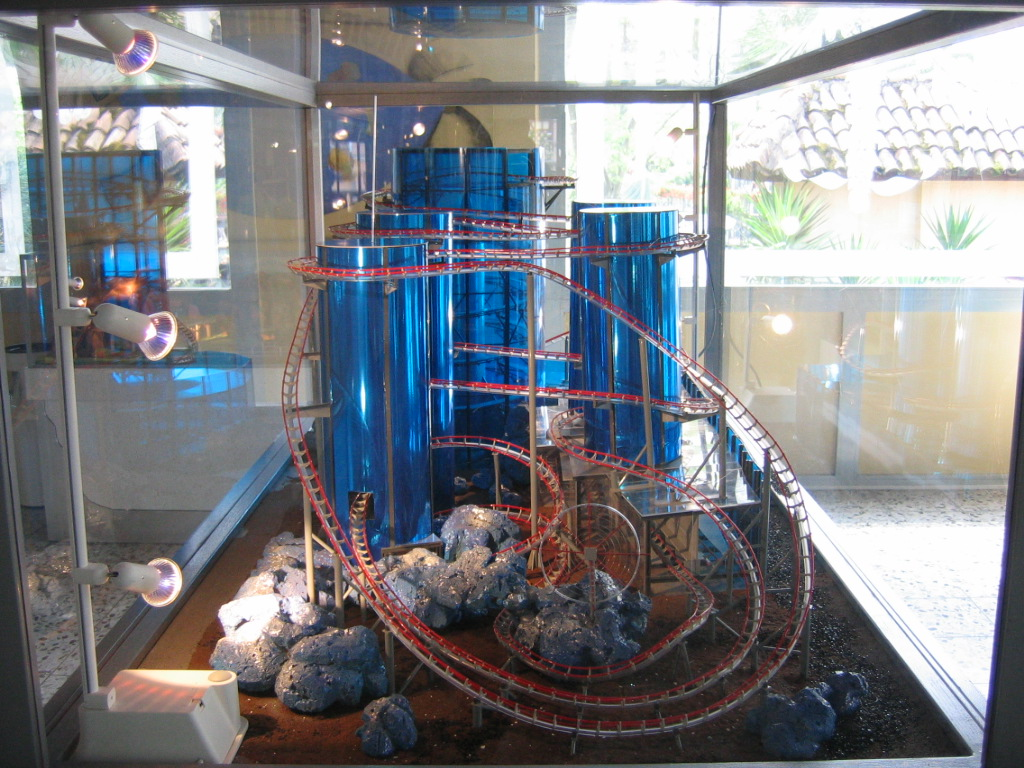
Maquette de l'attraction.
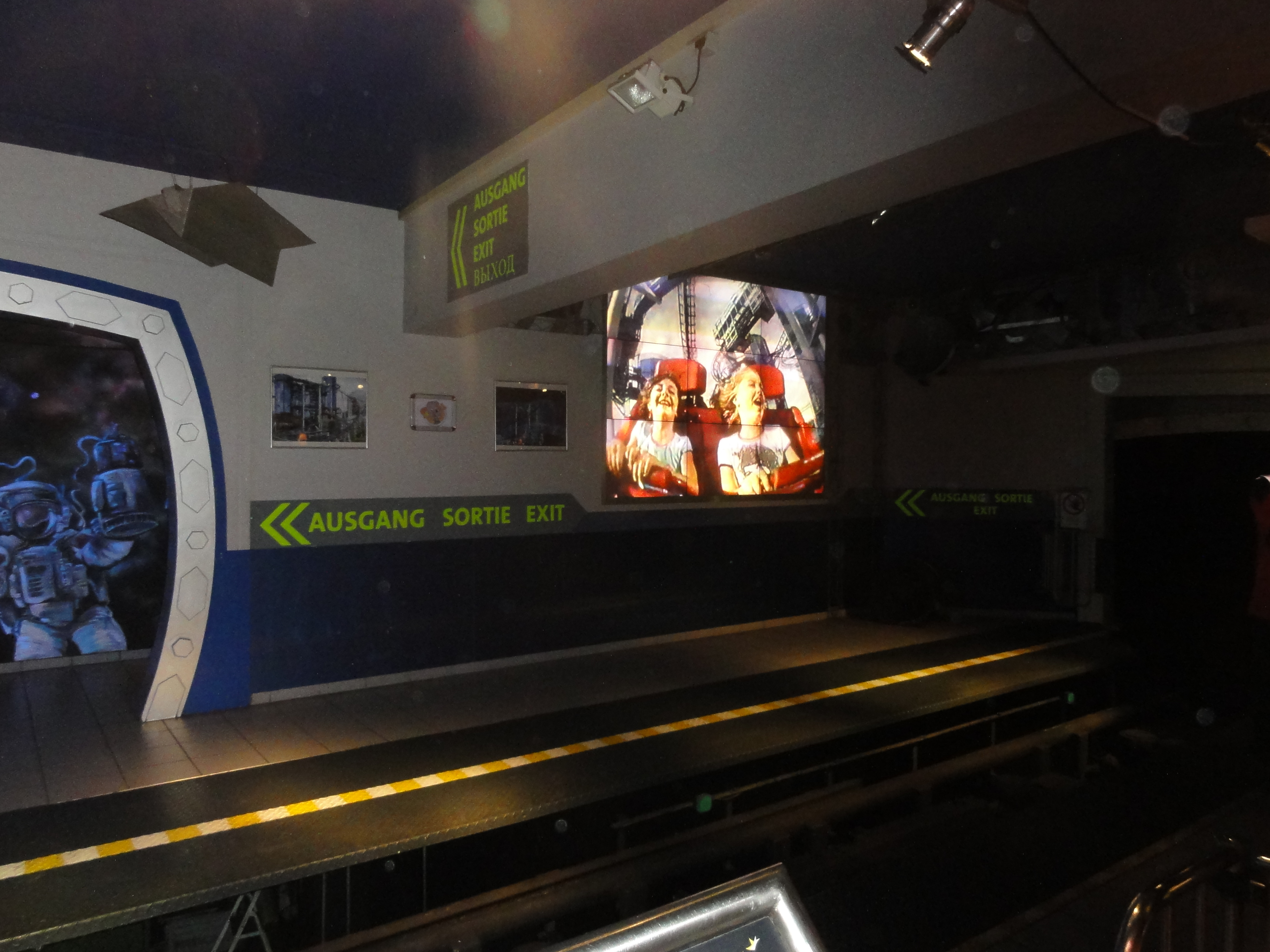
La gare.
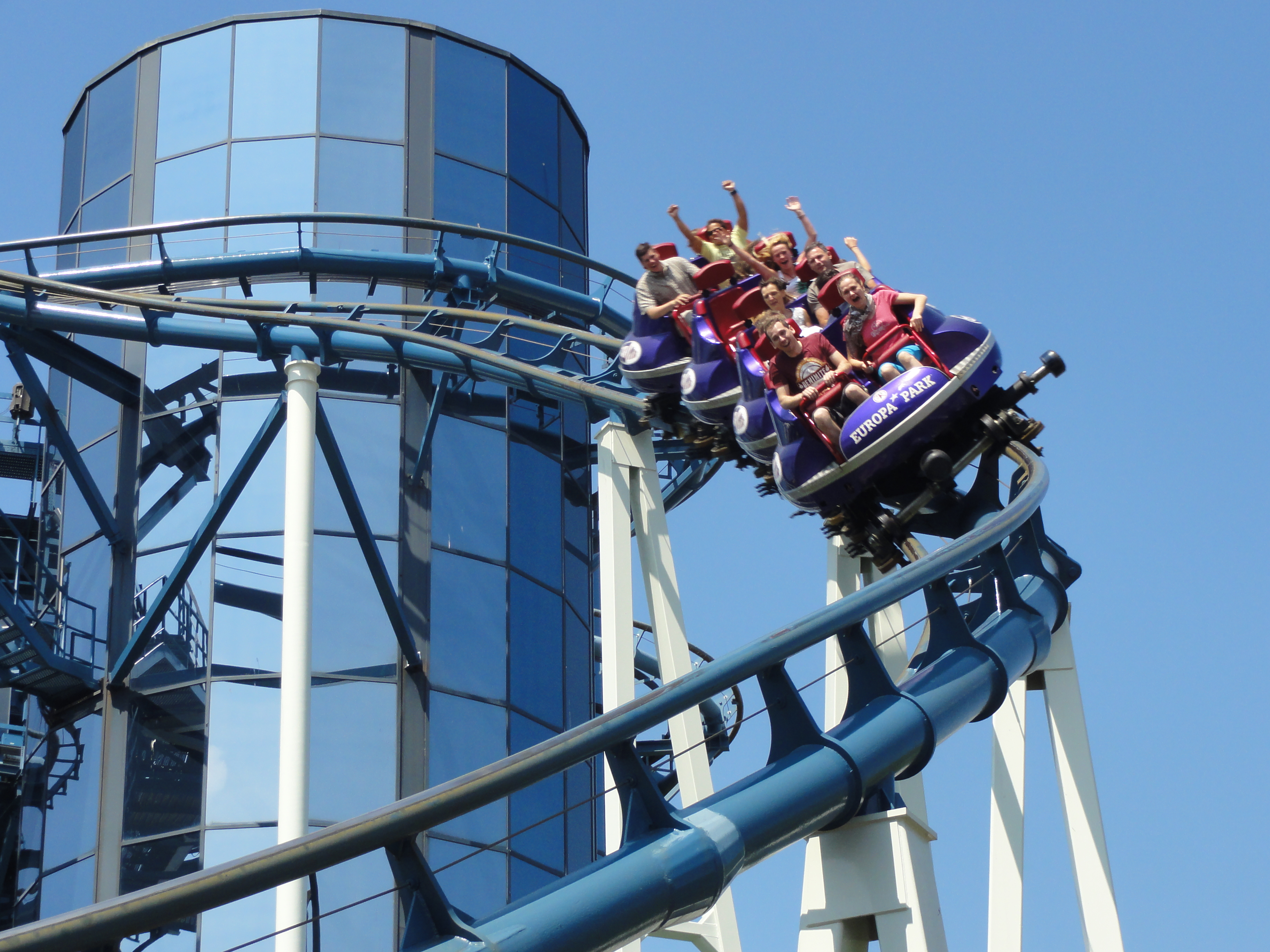
Un train sur la première descente.
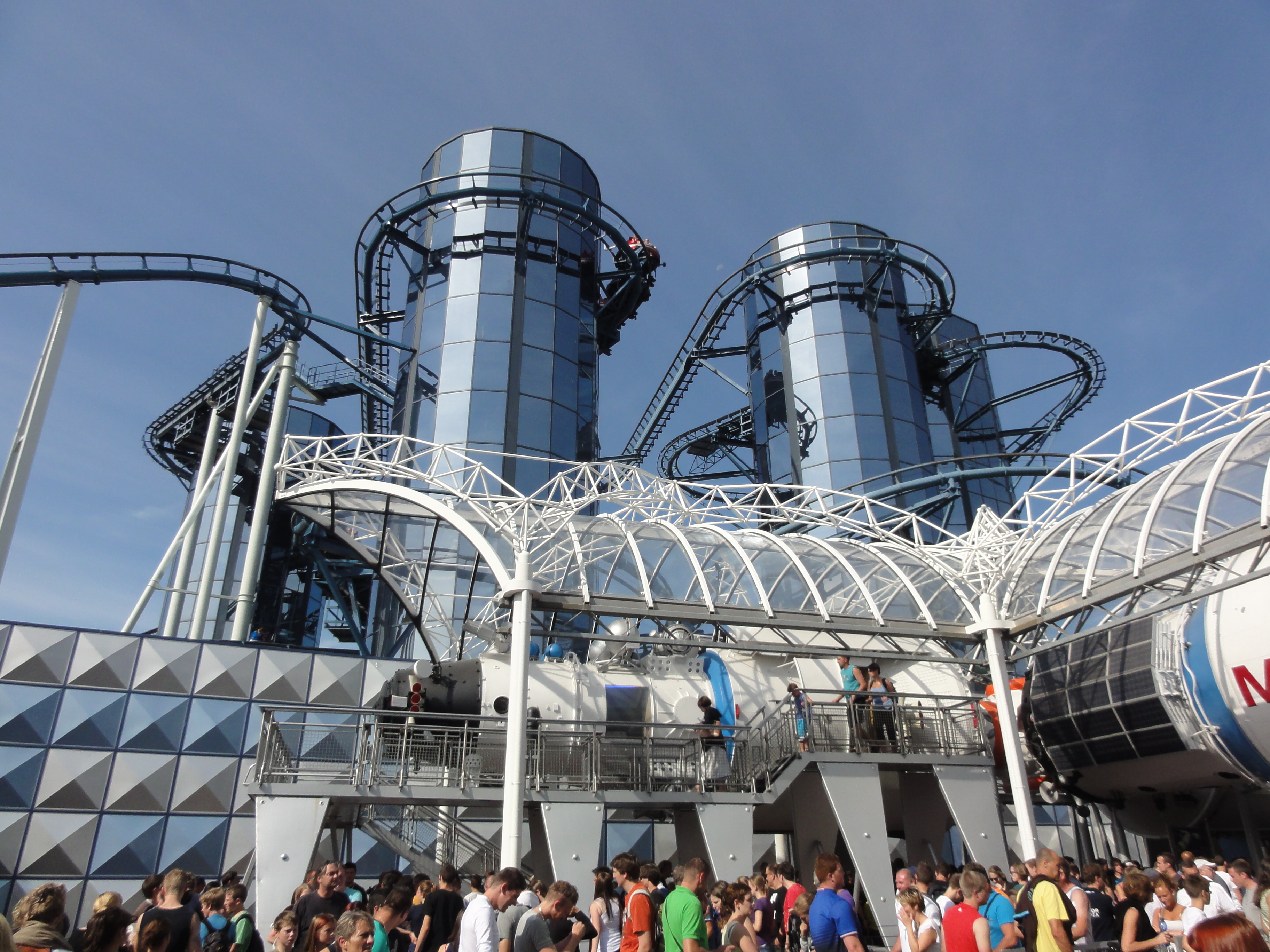
L'attraction, la station Mir, et la file d'attente.
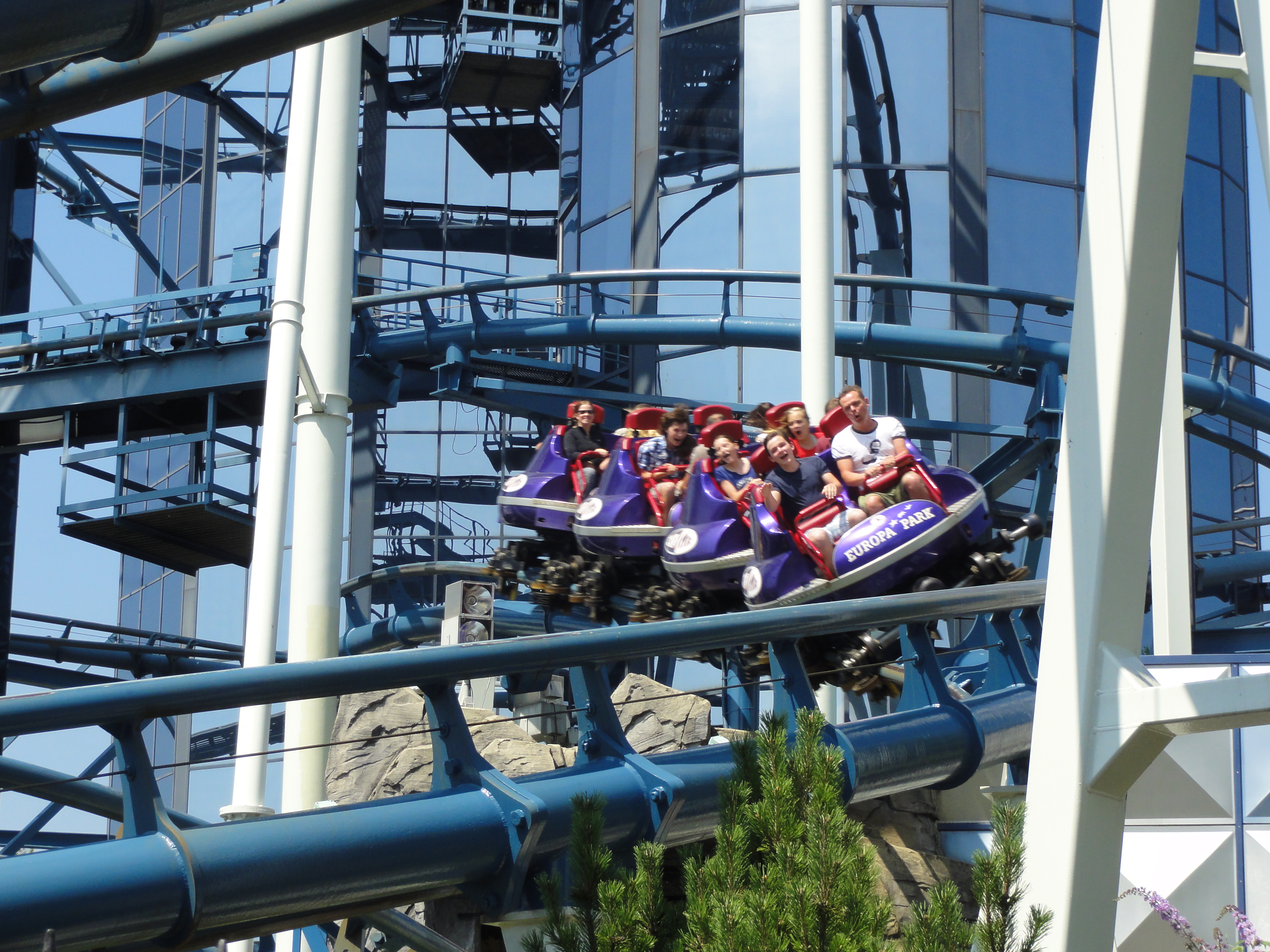
Un train en fin de parcours.